# 雷韦洛
雷韦洛（義大利語：Revello），是 義大利库内奥省的一个市镇。总面积53平方公里，人口4221人，人口密度79.6人/平方公里（2009年）。ISTAT代码为004180。

## 友好城市
- 阿根廷Pozo del Molle（西班牙语：Pozo del Molle）